# Staré Hradiště
Staré Hradiště é uma comuna checa localizada na região de Pardubice, distrito de Pardubice.